# Jan Hofmeyr

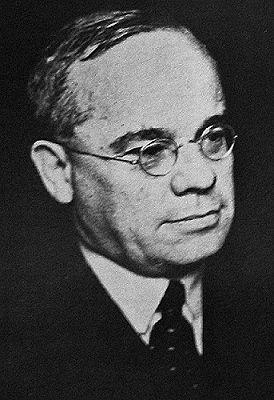
Jan Hendrik Hofmeyr

Jan Hendrik Hofmeyr (Kaapstad, 20 maart 1894 - Johannesburg, 3 december 1948), was een Zuid-Afrikaans intellectueel en politicus. Hij was minister van vier verschillende ministeries (tussen 1933 en 1948) en vicepremier van Zuid-Afrika tussen 1939 en 1948.

## Achtergrond en opleiding
Jan Hendrik Hofmeyr werd geboren te Kaapstad uit een oude Afrikanerfamilie. Vanaf zijn geboorte tot zijn dood in 1948 verkeerde Hofmeyr in een slechte gezondheid. Zijn leven lang woonde hij bij zijn moeder, die hem verzorgde. Hij volgde onderwijs aan diverse middelbare scholen en studeerde reeds op 13-jarige leeftijd af aan de Universiteit van Kaapstad. Dankzij een Rhodesbeurs studeerde hij daarna enkele jaren aan de Balliol College te Oxford.

## Academische carrière
Hofmeyr werd in 1916 voorzitter van de faculteit klassieke wetenschappen aan de South African College te Kaapstad. Op 25-jarige leeftijd werd hij reeds directeur van de Universiteit van Witwatersrand (1917).
Hofmeyr publiceerde in 1921, in samenwerking met professor T.J. Haarhoff een pamflet getiteld "Studies in Ancient Imperialism". Ondanks dat dit werkje maar weinig bladzijden telde, geldt het nog steeds als een van de beste analyses van het late Romeinse Keizerrijk.
Hofmeyr was ook voorzitter van de Zuid-Afrikaanse afdeling van de Young Men's Christian Association (YMCA, Christelijke Jongemannen Vereniging) en met steun van het YMCA richtte hij de Jan Hofmeyr School of Social Work op. De Jan Hofmeyr School of Social Work stelde jonge zwarte Zuid-Afrikanen in staat te worden opgeleid tot sociale werkers. Winnie Mandela en de Zimbabwaanse politicus Joshua Nkomo studeerden aan de Jan Hofmeyr School of Social Work.

## Politieke carrière
In 1924, op 30-jarige leeftijd, werd hij administrator van de Kaapprovincie. Hij bleef dit tot 1929. In dat jaar werd hij lid van de Suid-Afrikaanse Party (SAP) van generaal Jan Smuts en voor de SAP in de Volksraad (Tweede Kamer van het Zuid-Afrikaans parlement) gekozen. Hij stond bekend als een uitstekend parlementariër en debater. Na Smuts gold hij als het meest intelligente lid van de SAP. In 1934 droeg hij bij aan de fusie van de SAP met de Nasionale Party (NP) van premier James Hertzog tot de Verenigde Party (VP). De VP, die onder leiding van Smuts stond, bleef het politieke landschap van Zuid-Afrika domineren tot aan de parlementsverkiezingen van 1948.
Hofmeyr was van 1933 tot 1936 minister van Binnenlandse Zaken, Volksgezondheid en Onderwijs onder premier James Hertzog (VP) en van 1936 tot 1938 was hij minister van Mijnbouw, Arbeid en Sociale Zaken. Van 1937 tot 1938 was hij tevens minister van Sociale Welvaart.
Ofschoon een partijgenoot van premier Hertzog, verzette hij zich in 1936 tegen de door Hertzog doorgedrukte afschaffing van kiesrecht voor zwarte notabelen in de Kaapprovincie. Hij trad in 1938 als minister af omdat premier Hertzog de blanke Afrikaner A.P.J. Fourie tot lid van de Senaat benoemde om "de belangen van de kleurlingen te behartigen." Hofmeyr vond Fourie totaal ongeschikt voor deze taak.

## Vicepremier
Op 5 september 1939 trad premier Hertzog af omdat hij voorstander was van neutraliteit. Smuts, voorstander van oorlogsdeelname aan de zijde van de Geallieerden, volgde Hertzog als premier op. Als gevolg hiervan viel de VP uiteen. Hertzog en zijn aanhangers traden uit de VP en richtten een nieuwe nationalistische partij op die in 1940 fuseerde met de Gesuiwerde Nationale Party ("Gezuiverde" Nationale Party) van Daniel François Malan tot de Herenigde Nasionale Party (HNP). Smuts, Hofmeyr en andere liberalen bleven de VP trouw. Smuts vormde een kabinet met Hofmeyr als minister van Financiën en vicepremier.

## Tweede Wereldoorlog
Tijdens de oorlog verbeterde het kabinet-Smuts de positie van de zwarte Afrikanen en streefde naar goede nabuurschap tussen de Engelstaligen, de Afrikaners, de Aziaten, de Afrikanen en de andere bevolkingsgroepen in Zuid-Afrika. Smuts, Hofmeyr en andere liberale ministers stonden achter de beslissing van het leger om zwarte en kleurling-militairen wapens te laten dragen, iets waar de Afrikaner nationalisten van Malan fel tegen waren. Soms vond er overleg plaats tussen de regering en Afrikaanse vertegenwoordigers (meest notabelen [Chiefs etc.]), maar radicale zwarte emancipatiebewegingen werden in hun bewegingsvrijheid belemmerd, terwijl Afrikaner fascistische en nationaalsocialistische bewegingen als de OssewaBrandwag en de Nuwe Orde helemaal niet zo hard werden aangepakt.

## Tegenstander van apartheid

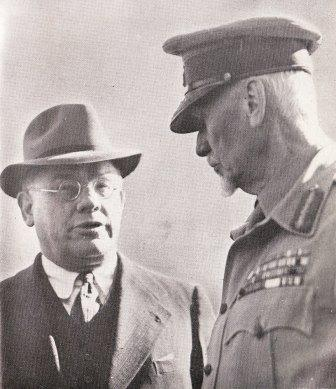
Hofmeyr en Smuts

Na de oorlog bleef Hofmeyr vicepremier en minister van Financiën. Na Smuts groeide hij uit tot de belangrijkste man binnen de regering en de VP. Hofmeyr behoorde tot de meest liberale vleugel van de VP en hij gaf aan dat op den duur zwarte Afrikanen - die immers de meerderheid van de bevolking uitmaakten - bij het bestuur moesten worden betrokken. Uiteindelijk zou Zuid-Afrika een non-raciale staat moeten worden. Volgens Hofmeyr zouden er echter nog decennia overeen gaan voordat zwarte Afrikanen aan het bestuur van Zuid-Afrika zou kunnen meedoen. Tot die tijd moesten de blanken zich als "christelijke rentmeesters" over de zwarte bevolking ontfermen. Hofmeyr was overigens een voorstander van segregatie: Iedere bevolkingsgroep moest zich apart van de andere bevolkingsgroep ontwikkelen. In Hofmeyrs ogen was samenwerking onvermijdelijk en gewenst, maar de rassenverschillen zouden moeten blijven bestaan. Niettemin was hij fel tegenstander van apartheid, zoals gepropageerd door de Afrikaner nationalisten van Malan en de zijnen. Vooral Malans plannen om het kiesrecht voor kleurlingen in de Kaapprovincie af te schaffen was een doorn in het oog van Hofmeyr. Hofmeyr geloofde - zoals de meeste Afrikaners in die dagen - dat kleurlingen de bondgenoten van Afrikaners waren.
Vanwege zijn liberale opvattingen was Hofmeyr het mikpunt van spot voor de Afrikaner nationalisten. Hij werd voortdurend aangevallen als aanhanger van het Britse liberale imperialisme en in de aanloop naar de parlementsverkiezingen van 1948 waarschuwde Malan "Als u voor Smuts kiest, kiest u voor Hofmeyr."
Bij de parlementsverkiezingen van 1948 leed de VP een nederlaag en boekten de extreem-nationalistische Afrikaner partijen Herenigde Nasionale Party (HNP) van Malan en de Afrikanerparty (AP) van Nicolaas Havenga grote winst. Smuts en zijn kabinet traden af en Malan vormde een kabinet bestaande uit de HNP en AP: De Apartheidsperiode die tot 1994 zou duren was begonnen.

## Dood
Jan Hofmeyr overleed op 3 december 1948, 54 jaar oud, in Johannesburg.
Hij was overtuigd liberaal en christen die er voor zijn tijd vooruitstrevende ideeën op na hield.
Jan Hofmeyr is zijn hele leven lang vrijgezel gebleven.

## Werken
- History and Control of National Debts (1918)
- Studies in Ancient Imperialism (1921)
- South Africa (1931)
- The Open Horizon (1939)
- Christian principles and race problems (Hoernlé Memorial Lecture 1945)

## Werken over Hofmeyr
- Tom MacDonald: Jan Hofmeyr, Heir to Smuts. A biography. London, Hurst & Blackett, 1943
- Alan Paton: Hofmeyr. Oxford, 1964. [Abridged version: South African tragedy. The life and times of Jan Hofmeyr (New York, 1965)]
- J.P. Cope: Jan H. Hofmeyr. South Africa. London, 1931. (2nd rev. edition: London, Benn, 1952)

## Verwijzingen
1. ↑  De geschiedenis van de Apartheid, door: Brian Lapping (1986), blz. 109
2. ↑  South African Tragedy, Alan Paton, Charles Scribner's Sons, New York, 1965, p. 10
3. ↑  De geschiedenis van de Apartheid, door: Brian Lapping (1986), blz. 91
4. ↑  De geschiedenis van de Apartheid, door: Brian Lapping (1986), blz. 93
5. 1 2  De geschiedenis van de Apartheid, door: Brian Lapping (1986), blz. 111
6. ↑  En had in feite ook gelijk: de kleurlingen waren ook van Afrikaner afkomst en spraken veelal Afrikaans

- Gemeinsame Normdatei: 1158089759
- International Standard Name Identifier: 0000 0000 8159 6221
- Library of Congress Control Number: n87919959
- Nationale Bibliotheek van Israël: 987007299407305171
- Nederlandse Thesaurus van Auteursnamen: 070558647
- SNAC: w6808q92
- Système universitaire de documentation: 162012667
- Trove: 851007
- Virtual International Authority File: 79399907
- WorldCat: E39PBJq6THyYF8VDDmQXDk3qQq